# Trapezites symmomus
Trapezites symmomus é uma espécie de borboleta da família Hesperiidae.